# گروس کله
گروس کله (به آلمانی: Groß Kelle) یک شهر در آلمان است که در Mecklenburgische Seenplatte District واقع شده‌است. گروس کله  ۱۴۲ نفر جمعیت دارد.